# NGC 6361
NGC 6361 (również PGC 60045, UGC 10815 lub Arp 124) – galaktyka spiralna (Sb), znajdująca się w gwiazdozbiorze Smoka. Odkrył ją Lewis A. Swift 18 sierpnia 1886 roku.